# 윌프리드 브람벨

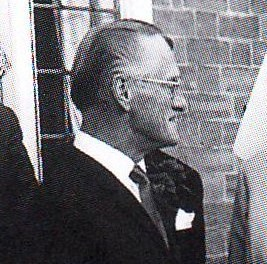

윌프리드 브람벨(Wilfrid Brambell, 1912년 3월 22일 ~ 1985년 1월 18일)은 아일랜드의 배우이다.
더블린에서 태어났으며 웨스트민스터에서 사망하였다. 사인은 암이다.

## 영화
- 죽음과 변모 (1983년)
- 피카소의 모험 (1978년)
- 스텝토 부자 2 (1973년)
- 스텝토 부자 (1972년)
- 토마시나의 세가지 삶 (1964년)
- 비틀즈: 하드 데이즈 나이트 (1964년) - 할아버지 역
- 더 스몰 월드 오브 새미 리 (1963년)
- 그란트 선장의 아이들 (1962년)
- 스텝토 부자 - TV 시리즈 (1962년)
- 시어리어스 차즈 (1959년)